# Gran Valparaíso
Gran Valparaíso este o zonă metropolitană din regiunea Valparaíso, Chile, cu o populație de 1.036.127 locuitori (2012).

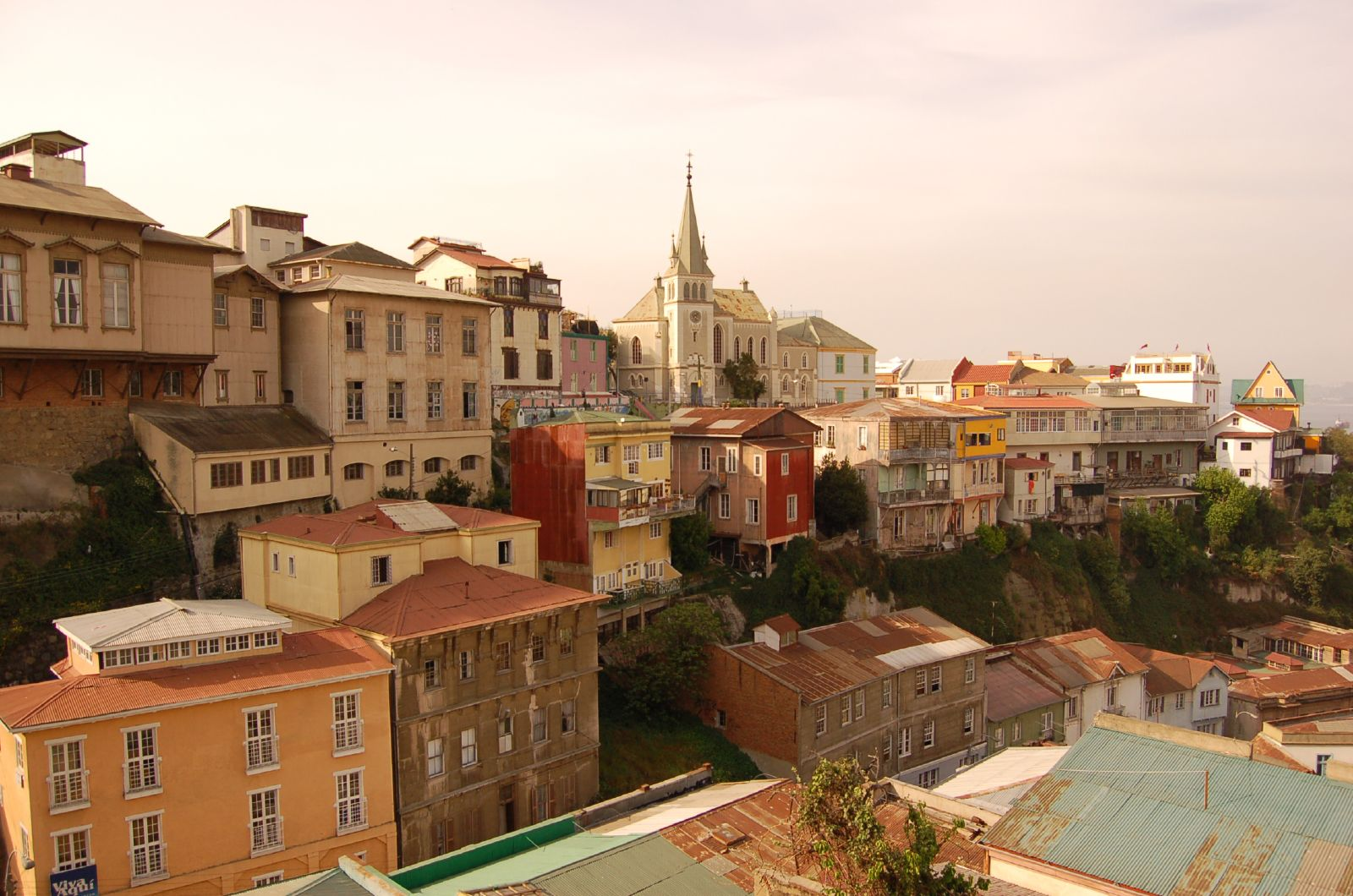
Cerro Concepción, Valparaíso
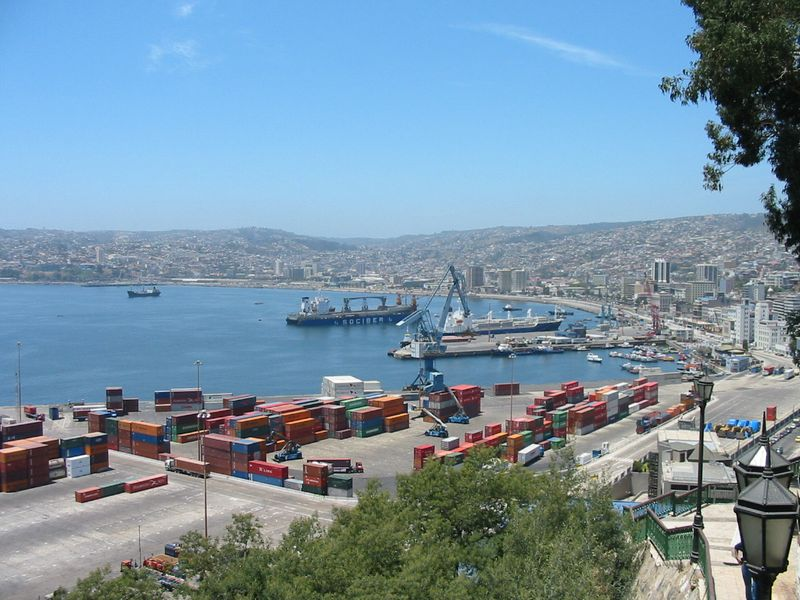
Portul Valparaíso
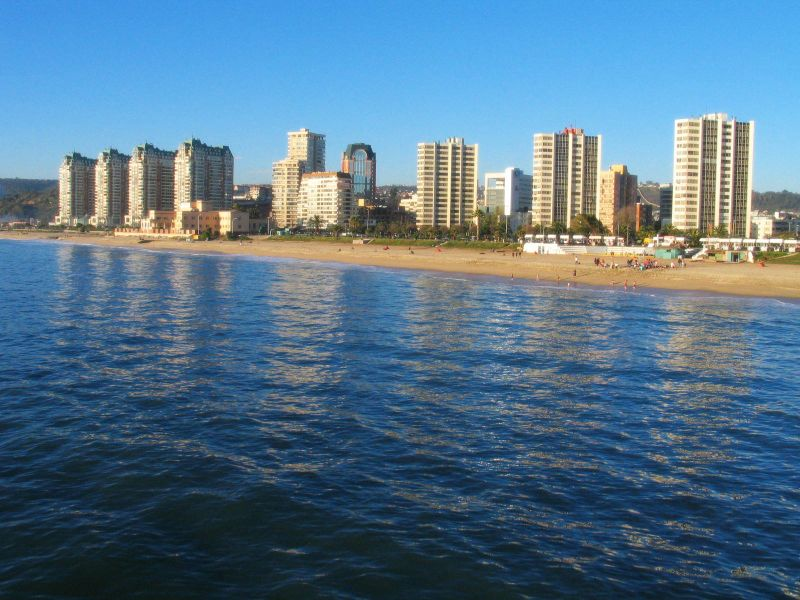
Plaja din Viña del Mar
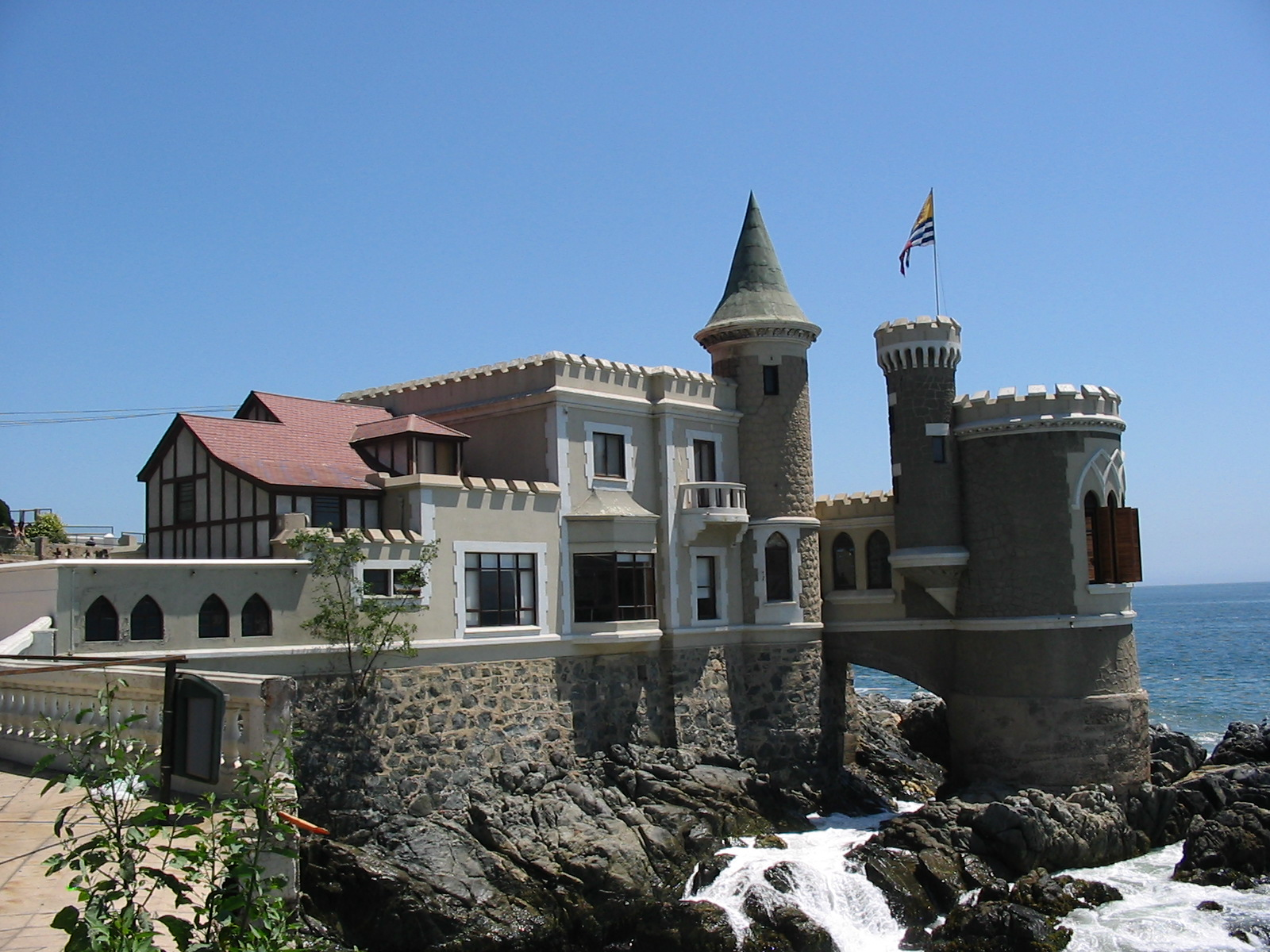
Castelul Wulff, Viña del Mar